# Gran almirall

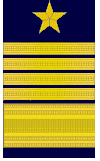
Insígnia de bocamàniga de Gran Almirall alemany

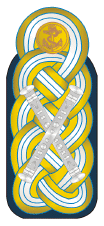
Insígnia d'espatlla de Gran Almirall alemany

Gran almirall és un rang naval, i generalment és la màxima graduació. El seu ús més notable és a Alemanya (en alemany s'anomena Großadmiral)

## França
En la França de la Restauració borbònica era un rang honorífic equivalent al de mariscal a l'exèrcit

## Alemanya
A la Marina alemanya, el rang és equivalent al d'almirall de la flota britànic o americà. Va ser creat el 1901, i igual que els Mariscals els seus posseïdors estan autoritzats a portar un bastó de comandament.

### Primera Guerra Mundial
Abans i durant la Primera Guerra Mundial, van existir els següents grans almiralls a la Kaiserliche Marine (Marina Imperial) alemanya:
- El Kàiser Guillem II (1901)
- El rei Òscar II de Suècia (1901)]
- Hans von Köster (28 de juny de 1905)
- El Príncep Enric von Preußen (4 de setembre de 1909)
- Alfred von Tirpitz (27 de gener de 1911)
- Henning von Holtzendorff (31 de maig de 1918)

### Segona Guerra Mundial

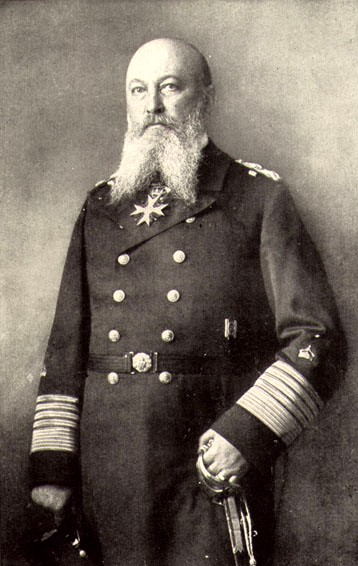
Alfred von Tirpitz amb l'uniforme de Gran Almirall

Abans i durant la Segona Guerra Mundial, van existir els següents grans almiralls a la Kriegsmarine (Marina de Guerra) alemanya:
- Erich Raeder, llavors Comandant en Cap de la Kriegsmarine, va ser fet Gran Almirall l'1 d'abril de 1939
- Karl Dönitz, comandant de la Flota d'U-Boats i successor d'Adolf Hitler, va ser promogut a Gran Almirall el 30 de gener de 1943

La Kriegsmarine també tenia el rang d'almirall general (Generaladmiral), superior a almirall, però inferior a Gran Almirall.

## Itàlia
El rang de gran almirall (italià: Grande Ammiraglio) va ser creat per Benito Mussolini el 1924. En un inici va ser establert per honorar a Paolo Thaon di Revel, qui havia estat el cap de la Regia Marina durant la I Guerra Mundial; i va ser l'únic en portar el títol. Era equivalent a Mariscal d'Itàlia a l'exèrcit.

## Perú
El rang de gran almirall del Perú (espanyol: Gran Almirante del Perú) va ser creat pel Congrés peruà el 1967. Va ser atorgat pòstumament a Miguel Grau Seminario, un renomenat oficial naval peruà i heroi de la batalla naval d'Angamos durant la Guerra del Pacífic (1879-1884).

## Àustria-Hongria
Anton Haus, comandant de la Marina austrohongaresa durant part de la I Guerra Mundial va rebre el títol de Gran Almirall el 1916. Cap altre oficial (excepte membres de la família imperial) va ser promogut a aquest rang, incloent-hi els successors immediats de Haus.